# Episodi di Huckleberry Finn e i suoi amici
La prima ed unica stagione della serie televisiva Huckleberry Finn e i suoi amici è formata da 26 episodi ed è stata trasmessa in Canada dal 1º gennaio al 24 giugno 1980 sul canale Canadian Broadcasting Corporation.
| nº | Titolo originale        | Titolo italiano | Prima TV USA        | Prima TV Italia |
| -- | ----------------------- | --------------- | ------------------- | --------------- |
| 1  | Welcome Neighbour       |                 | 1º gennaio 1980     |                 |
| 2  | Love in Bloom           |                 | 8 gennaio 1980      |                 |
| 3  | The Engagement          |                 | 22(15) gennaio 1980 |                 |
| 4  | Mystery at Midnight     |                 | 22 gennaio 1980     |                 |
| 5  | The Pirates             |                 | 29 gennaio 1980     |                 |
| 6  | How Nice to Be Missed   |                 | 5 febbraio 1980     |                 |
| 7  | Such a Lovely Funeral   |                 | 12 febbraio 1980    |                 |
| 8  | Muff Potter's Trial     |                 | 19 febbraio 1980    |                 |
| 9  | Buried Treasure         |                 | 26 febbraio 1980    |                 |
| 10 | Huck Is a Hero          |                 | 4 marzo 1980        |                 |
| 11 | The Millionaires        |                 | 11 marzo 1980       |                 |
| 12 | I Want to Be Free       |                 | 18 marzo 1980       |                 |
| 13 | Huck Becomes the Victim |                 | 25 marzo 1980       |                 |
| 14 | Huck Gets Away          |                 | 1º aprile 1980      |                 |
| 15 | Huck Finds Jim          |                 | 8 aprile 1980       |                 |
| 16 | The Rains Come          |                 | 15 aprile 1980      |                 |
| 17 | Smallpox                |                 | 22 aprile 1980      |                 |
| 18 | Meet the Grangerfords   |                 | 29 aprile 1980      |                 |
| 19 | The Thing About Feuding |                 | 6 maggio 1980       |                 |
| 20 | End of the Feud         |                 | 13 maggio 1980      |                 |
| 21 | Meet the Duke & Dauphin |                 | 20 maggio 1980      |                 |
| 22 | Where Art Thou, Romeo?  |                 | 27 maggio 1980      |                 |
| 23 | Jim Disappears          |                 | 3 giugno 1980       |                 |
| 24 | Huck Sawyer - Tom Finn  |                 | 10 giugno 1980      |                 |
| 25 | The Rescue              |                 | 17 giugno 1980      |                 |
| 26 | The Whole Truth         |                 | 24 giugno 1980      |                 |